# Estados Unidos en los Juegos Paralímpicos de Arnhem 1980
Estados Unidos estuvo representado en los Juegos Paralímpicos de Arnhem 1980 por un total de 132 deportistas, 85 hombres y 47 mujeres.

## Medallistas
El equipo paralímpico estadounidense obtuvo las siguientes medallas:
| Nombre                                                        | Deporte                       | Evento                                 |
| ------------------------------------------------------------- | ----------------------------- | -------------------------------------- |
| Oro                                                           |                               |                                        |
| Sharon Rahn                                                   | Atletismo                     | 60 m 4 femenino                        |
| Sharon Rahn                                                   | Atletismo                     | 800 m 4 femenino                       |
| Sharon Rahn                                                   | Atletismo                     | 1500 m 4 femenino                      |
| C. Patton                                                     | Atletismo                     | 60 m 1B femenino                       |
| C. Patton                                                     | Atletismo                     | Eslalon 1B femenino                    |
| C. Patton                                                     | Atletismo                     | Peso 1B femenino                       |
| Janet Rowley                                                  | Atletismo                     | Disco B femenino                       |
| Janet Rowley                                                  | Atletismo                     | Peso B femenino                        |
| Janet Rowley                                                  | Atletismo                     | Salto de altura B femenino             |
| Candace Cable                                                 | Atletismo                     | 200 m 3 femenino                       |
| Candace Cable                                                 | Atletismo                     | 400 m 3 femenino                       |
| Sharon Myers                                                  | Atletismo                     | Disco 1C femenino                      |
| Sharon Myers                                                  | Atletismo                     | Jabalina 1C femenino                   |
| Melissa Ricketts                                              | Atletismo                     | Disco A femenino                       |
| Melissa Ricketts                                              | Atletismo                     | Jabalina A femenino                    |
| Carmella Lovitt                                               | Atletismo                     | 60 m A femenino                        |
| Melody Williamson                                             | Atletismo                     | 100 m D femenino                       |
| Lou Keller                                                    | Atletismo                     | 400 m A femenino                       |
| R. Kirby                                                      | Atletismo                     | 400 m D femenino                       |
| Glee Lyford                                                   | Atletismo                     | 400 m 2 femenino                       |
| Ann Marie Roberts                                             | Atletismo                     | Disco CP D femenino                    |
| Kathryne Lynne Carlton                                        | Atletismo                     | Disco 4 femenino                       |
| Karen Donaldson                                               | Atletismo                     | Eslalon 1A femenino                    |
| Darleen Quinlan                                               | Atletismo                     | Eslalon 3 femenino                     |
| Equipo                                                        | Atletismo                     | 4 × 60 m 1A-1C femenino                |
| Equipo                                                        | Atletismo                     | 4 × 60 m CP C femenino                 |
| John Jerome                                                   | Atletismo                     | Disco D1 masculino                     |
| John Jerome                                                   | Atletismo                     | Jabalina D1 masculino                  |
| John Jerome                                                   | Atletismo                     | Peso D1 masculino                      |
| Julius Duval                                                  | Atletismo                     | Disco 1B masculino                     |
| Julius Duval                                                  | Atletismo                     | Maza 1B masculino                      |
| B. Parks                                                      | Atletismo                     | 100 m 4 masculino                      |
| B. Parks                                                      | Atletismo                     | 1500 m 4 masculino                     |
| Jim Martinson                                                 | Atletismo                     | 100 m D1 silla de ruedas masculino     |
| Curt Brinkman                                                 | Atletismo                     | 400 m D1 silla de ruedas masculino     |
| James Neppl                                                   | Atletismo                     | Peso A masculino                       |
| Tom Becke                                                     | Atletismo                     | Peso CP D masculino                    |
| Richard Bryant                                                | Atletismo                     | Pentatlón D1 masculino                 |
| Reno Levis                                                    | Atletismo                     | Pentatlón 3 masculino                  |
| Equipo                                                        | Atletismo                     | 4 × 80 m CP D masculino                |
| Equipo                                                        | Atletismo                     | 4 × 400 m D1 masculino                 |
| Curt Brinkman Richard Bryant Jim Martinson J. Finch           | Atletismo                     | 4 × 100 m D1 masculino                 |
| C. Brinkmann                                                  | Bolos sobre hierba            | Individual D1 masculino                |
| W. Gill                                                       | Lucha                         | –48 kg masculino                       |
| Ken Sparks                                                    | Lucha                         | –52 kg masculino                       |
| Rick Futrell                                                  | Lucha                         | –62 kg masculino                       |
| Gerald O'Neil                                                 | Lucha                         | –68 kg masculino                       |
| Eduardo Bordley                                               | Lucha                         | –82 kg masculino                       |
| S. Klein                                                      | Lucha                         | –90 kg masculino                       |
| Dave Sime                                                     | Lucha                         | –100 kg masculino                      |
| James Mastro                                                  | Lucha                         | +100 kg masculino                      |
| Trischa Zorn                                                  | Natación                      | 100 m espalda B femenino               |
| Trischa Zorn                                                  | Natación                      | 100 m libre B femenino                 |
| Trischa Zorn                                                  | Natación                      | 100 m mariposa B femenino              |
| Trischa Zorn                                                  | Natación                      | 200 m estilos B femenino               |
| Trischa Zorn                                                  | Natación                      | 400 m estilos B femenino               |
| Karen Donaldson                                               | Natación                      | 25 m espalda 1A femenino               |
| Karen Donaldson                                               | Natación                      | 25 m libre 1A femenino                 |
| Missy Akins                                                   | Natación                      | 100 m braza B femenino                 |
| Karen Donaldson Sharon Myers C. Patton                        | Natación                      | 3 × 25 m libre 1A-1C femenino          |
| Equipo                                                        | Natación                      | 4 × 100 m libre A-B femenino           |
| Equipo                                                        | Natación                      | 4 × 100 m estilos A-B femenino         |
| Dean Winger                                                   | Natación                      | 100 m libre B masculino                |
| Dean Winger                                                   | Natación                      | 100 m mariposa B masculino             |
| Dean Winger                                                   | Natación                      | 200 m estilos B masculino              |
| Scott Robeson                                                 | Natación                      | 25 m mariposa 4 masculino              |
| Scott Robeson                                                 | Natación                      | 100 m espalda 4 masculino              |
| Scott Robeson                                                 | Natación                      | 200 m estilos 4 masculino              |
| Steve Wilson                                                  | Natación                      | 100 m braza B masculino                |
| Steve Wilson                                                  | Natación                      | 400 m estilos B masculino              |
| Equipo                                                        | Natación                      | 4 × 100 m libre A-B masculino          |
| Equipo                                                        | Natación                      | 4 × 100 m estilos A-B masculino        |
| Michael Dempsey                                               | Tenis de mesa                 | Individual 4 masculino                 |
| M. Stephens                                                   | Tenis de mesa                 | Individual C1 masculino                |
| K. Unsicker                                                   | Tiro con arco                 | Distancia avanzada paraplejia femenino |
| Plata                                                         |                               |                                        |
| Ruth Rosenbaum                                                | Atletismo                     | Disco 1B femenino                      |
| Ruth Rosenbaum                                                | Atletismo                     | Eslalon 1B femenino                    |
| Ruth Rosenbaum                                                | Atletismo                     | Pentatlón 1B femenino                  |
| Brenda Wells                                                  | Atletismo                     | 400 m B femenino                       |
| Brenda Wells                                                  | Atletismo                     | 800 m B femenino                       |
| Kathryne Lynne Carlton                                        | Atletismo                     | 800 m 4 femenino                       |
| Kathryne Lynne Carlton                                        | Atletismo                     | 1500 m 4 femenino                      |
| Sharon Myers                                                  | Atletismo                     | Eslalon 1C femenino                    |
| Sharon Myers                                                  | Atletismo                     | Peso 1C femenino                       |
| Bev Herzog                                                    | Atletismo                     | Jabalina CP C femenino                 |
| Bev Herzog                                                    | Atletismo                     | Peso CP C femenino                     |
| Lou Keller                                                    | Atletismo                     | 60 m A femenino                        |
| Lou Keller                                                    | Atletismo                     | Pentatlón A femenino                   |
| Karen Donaldson                                               | Atletismo                     | 60 m 1A femenino                       |
| Margo Maddox                                                  | Atletismo                     | 60 m CP C femenino                     |
| June Smith                                                    | Atletismo                     | 100 m B femenino                       |
| R. Kirby                                                      | Atletismo                     | 100 m D femenino                       |
| Chris Fuller                                                  | Atletismo                     | Disco CP D femenino                    |
| Mary Vaughn                                                   | Atletismo                     | Jabalina CP D femenino                 |
| Melody Williamson                                             | Atletismo                     | Jabalina D femenino                    |
| P. Martin                                                     | Atletismo                     | Jabalina D1 femenino                   |
| Lynelle Brantner                                              | Atletismo                     | Salto de altura B femenino             |
| Donna Webb                                                    | Atletismo                     | Salto de longitud B femenino           |
| Candace Cable Kathryne Lynne Carlton Karen Casper Sharon Rahn | Atletismo                     | 4 × 60 m 2-5 femenino                  |
| Gary Kerr                                                     | Atletismo                     | 200 m 2 masculino                      |
| Gary Kerr                                                     | Atletismo                     | 400 m 2 masculino                      |
| Richard Bryant                                                | Atletismo                     | Disco D1 masculino                     |
| Richard Bryant                                                | Atletismo                     | Peso D1 masculino                      |
| Melvin Copeland                                               | Atletismo                     | 60 m A masculino                       |
| Winford Haynes                                                | Atletismo                     | 100 m B masculino                      |
| Curt Brinkman                                                 | Atletismo                     | 100 m D1 silla de ruedas masculino     |
| Jim Martinson                                                 | Atletismo                     | 400 m D1 silla de ruedas masculino     |
| B. Parks                                                      | Atletismo                     | 800 m 4 masculino                      |
| Leamon Stansell                                               | Atletismo                     | 1500 m B masculino                     |
| Gerald O'Neil                                                 | Atletismo                     | 5000 m marcha B masculino              |
| Tom Becke                                                     | Atletismo                     | Disco CP D masculino                   |
| Charles Mowery                                                | Atletismo                     | Jabalina CP D masculino                |
| Robert Tusa                                                   | Atletismo                     | Jabalina 2 masculino                   |
| Reno Levis                                                    | Atletismo                     | Jabalina 3 masculino                   |
| Julius Duval                                                  | Atletismo                     | Peso 1B masculino                      |
| James Mastro                                                  | Atletismo                     | Peso B masculino                       |
| Robert Wright                                                 | Atletismo                     | Salto de altura A masculino            |
| Salvin Ficaro                                                 | Atletismo                     | Salto de longitud CP C masculino       |
| L. Zeise                                                      | Atletismo                     | Pentatlón 4 masculino                  |
| J. Lewellyn G. Slupe J. Thorn D. Wallen                       | Atletismo                     | 4 × 60 m 1A-1C masculino               |
| Rod Vleiger                                                   | Bolos sobre hierba            | Individual 1A-1B masculino             |
| Equipo                                                        | Golbol                        | Torneo masculino                       |
| Charles Roedelbronn                                           | Halterofilia                  | –65 kg paraplejia masculino            |
| Edward Coyle                                                  | Halterofilia                  | –75 kg paraplejia masculino            |
| Missy Akins                                                   | Natación                      | 100 m mariposa B femenino              |
| Missy Akins                                                   | Natación                      | 200 m estilos B femenino               |
| Marie van Liere                                               | Natación                      | 100 m espalda B femenino               |
| Marie van Liere                                               | Natación                      | 400 m estilos B femenino               |
| Susan Card                                                    | Natación                      | 100 m espalda A femenino               |
| Syd Jacobs                                                    | Natación                      | 25 m mariposa 2 femenino               |
| Equipo                                                        | Natación                      | 3 × 100 m estilos CP D femenino        |
| G. Slupe                                                      | Natación                      | 25 m braza 1B masculino                |
| G. Slupe                                                      | Natación                      | 25 m libre 1B masculino                |
| Dean Winger                                                   | Natación                      | 100 m braza B masculino                |
| Dean Winger                                                   | Natación                      | 100 m espalda B masculino              |
| J. Finch                                                      | Natación                      | 100 m braza D1 masculino               |
| Steve Wilson                                                  | Natación                      | 100 m libre B masculino                |
| Scott Hegle                                                   | Natación                      | 200 m estilos A masculino              |
| Robert Ockvirk G. Slupe D. Wallen                             | Natación                      | 3 × 25 m libre 1A-1C masculino         |
| Michael Dempsey Gary Kerr T. Kaus                             | Tenis de mesa                 | Equipo 4 masculino                     |
| L. Zeise                                                      | Tiro con arco                 | Distancia corta paraplejia masculino   |
| Bronce                                                        |                               |                                        |
| Glee Lyford                                                   | Atletismo                     | 60 m 2 femenino                        |
| Glee Lyford                                                   | Atletismo                     | 200 m 2 femenino                       |
| Linda Feeny                                                   | Atletismo                     | 60 m CP C femenino                     |
| Linda Feeny                                                   | Atletismo                     | 400 m CP C femenino                    |
| C. Curtiss                                                    | Atletismo                     | 800 m 5 femenino                       |
| C. Curtiss                                                    | Atletismo                     | 1500 m 5 femenino                      |
| Sharon Myers                                                  | Atletismo                     | 60 m 1C femenino                       |
| Melissa Ricketts                                              | Atletismo                     | 60 m A femenino                        |
| Kathryne Lynne Carlton                                        | Atletismo                     | 60 m 4 femenino                        |
| Karen Casper                                                  | Atletismo                     | 200 m 3 femenino                       |
| Donna Webb                                                    | Atletismo                     | 400 m B femenino                       |
| Joanne Guardiola                                              | Atletismo                     | 400 m CP D femenino                    |
| Debbie Bush                                                   | Atletismo                     | Disco CP C femenino                    |
| Rosemarie Tirrelli                                            | Atletismo                     | Jabalina CP D femenino                 |
| Melissa Ricketts                                              | Atletismo                     | Peso A femenino                        |
| Margo Maddox                                                  | Atletismo                     | Salto de longitud CP C femenino        |
| Melissa Noe                                                   | Atletismo                     | Salto de longitud CP D femenino        |
| Donna Brown                                                   | Atletismo                     | Pentatlón A femenino                   |
| Lynelle Brantner                                              | Atletismo                     | Pentatlón B femenino                   |
| Rick Ros                                                      | Atletismo                     | Disco CP C masculino                   |
| Rick Ros                                                      | Atletismo                     | Salto de longitud CP C masculino       |
| Arthur Graham                                                 | Atletismo                     | 80 m CP D masculino                    |
| Gary Kerr                                                     | Atletismo                     | 100 m 2 masculino                      |
| J. Finch                                                      | Atletismo                     | 400 m D1 silla de ruedas masculino     |
| Jack Kelly                                                    | Atletismo                     | Disco CP D masculino                   |
| Robert Tusa                                                   | Atletismo                     | Disco 2 masculino                      |
| S. Wilkins                                                    | Atletismo                     | Peso 1A masculino                      |
| John Bowman                                                   | Atletismo                     | Salto de altura A masculino            |
| Equipo                                                        | Baloncesto en silla de ruedas | Torneo femenino                        |
| Equipo                                                        | Baloncesto en silla de ruedas | Torneo masculino                       |
| Rod Vleiger J. Lewellyn                                       | Bolos sobre hierba            | Dobles 1A-1B masculino                 |
| Equipo                                                        | Dartchery                     | Dobles clase abierta masculino         |
| Missy Akins                                                   | Natación                      | 100 m espalda B femenino               |
| Missy Akins                                                   | Natación                      | 100 m libre B femenino                 |
| B. Baum                                                       | Natación                      | 25 m braza 1B femenino                 |
| Jan Wilson                                                    | Natación                      | 100 m braza D femenino                 |
| Gayle Ginnish                                                 | Natación                      | 100 m espalda CP D femenino            |
| F. Spivey                                                     | Natación                      | 100 m libre E femenino                 |
| Sandy Dunne                                                   | Natación                      | 100 m mariposa A femenino              |
| Marie van Liere                                               | Natación                      | 200 m estilos B femenino               |
| Equipo                                                        | Natación                      | 3 × 50 m estilos 2-4 femenino          |
| Scott Hegle                                                   | Natación                      | 100 m libre A masculino                |
| Scott Hegle                                                   | Natación                      | 100 m espalda A masculino              |
| Scott Hegle                                                   | Natación                      | 100 m mariposa A masculino             |
| Robert Ockvirk                                                | Natación                      | 25 m espalda 1C masculino              |
| Robert Ockvirk                                                | Natación                      | 25 m libre 1C masculino                |
| Steve Wilson                                                  | Natación                      | 100 m espalda B masculino              |
| Steve Wilson                                                  | Natación                      | 100 m mariposa B masculino             |
| Jeff Wheatley                                                 | Natación                      | 100 m braza A masculino                |
| Jeff Wheatley                                                 | Natación                      | 400 m estilos A masculino              |
| Scott Robeson                                                 | Natación                      | 100 m libre 4 masculino                |
| Equipo                                                        | Natación                      | 4 × 50 m libre 2-6 masculino           |
| Gary Kerr                                                     | Tenis de mesa                 | Individual 2 masculino                 |
| Kenneth Brooks Bernard McNichol                               | Tenis de mesa                 | Equipo 1B masculino                    |